# Clausberg (Gerstungen)
Clausberg ist ein Ortsteil von Oberellen im Wartburgkreis (Thüringen) und gehört zur Einheitsgemeinde Gerstungen.

## Geschichte

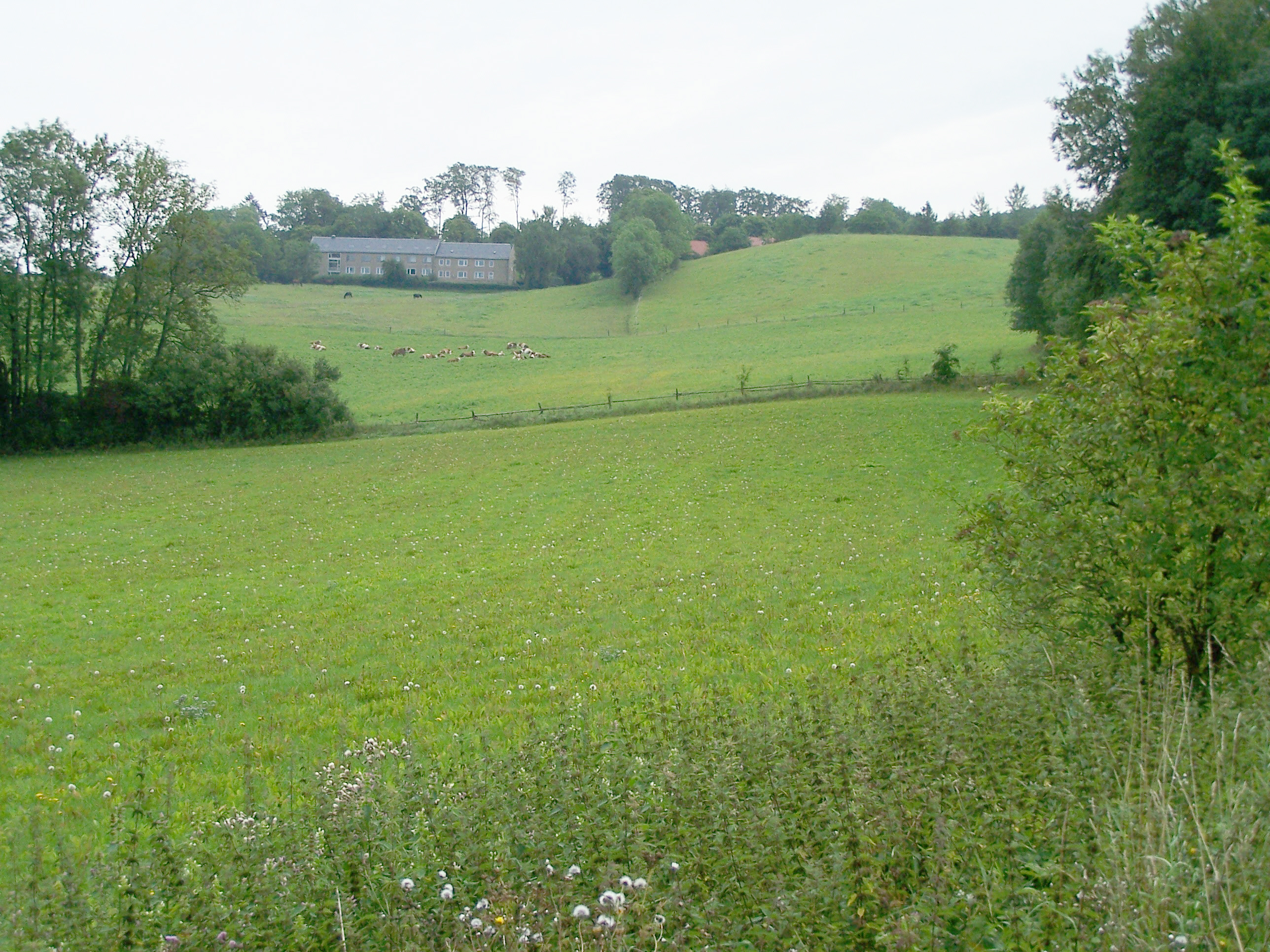
Clausberg

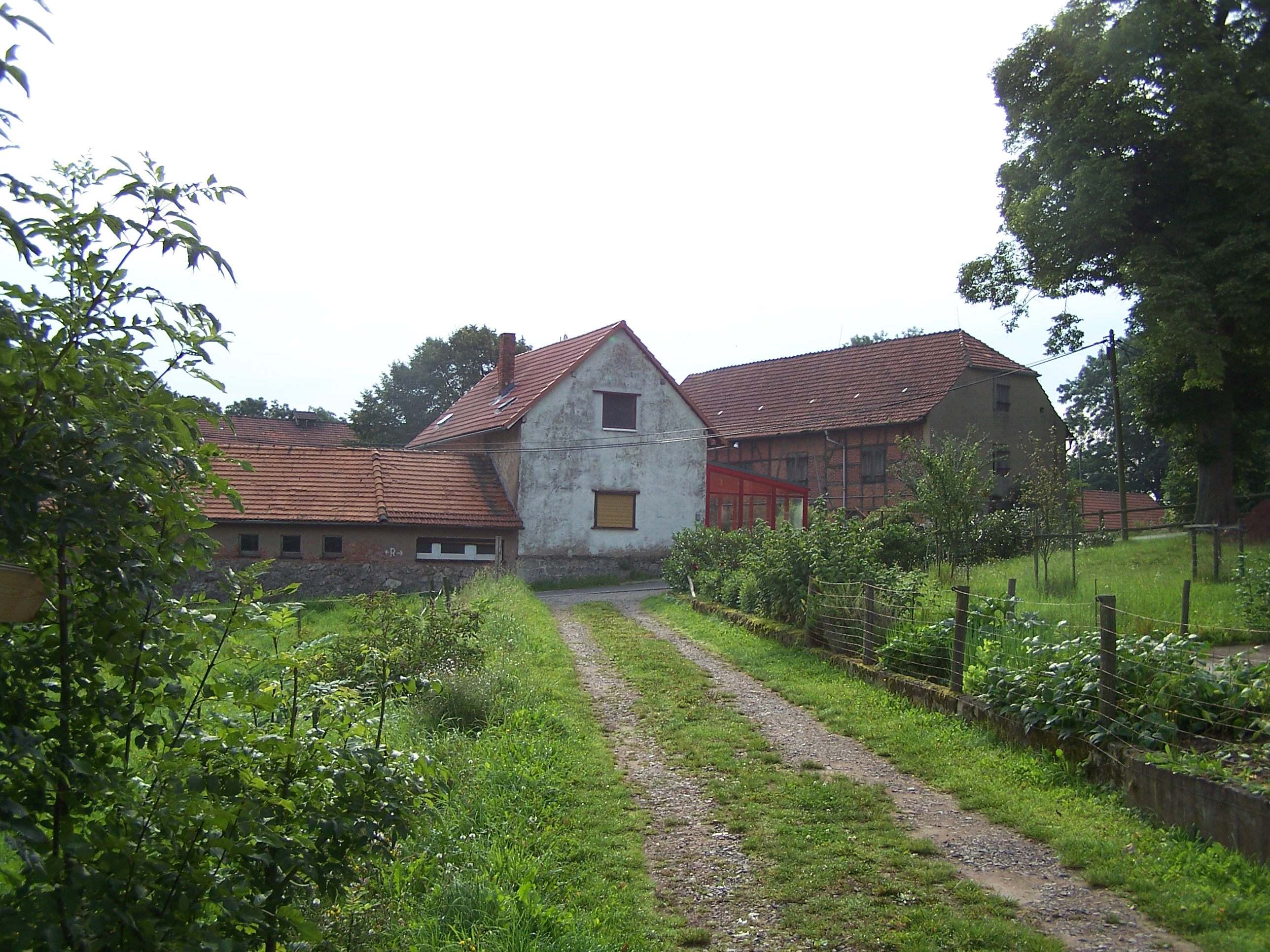
Gut am Clausberg

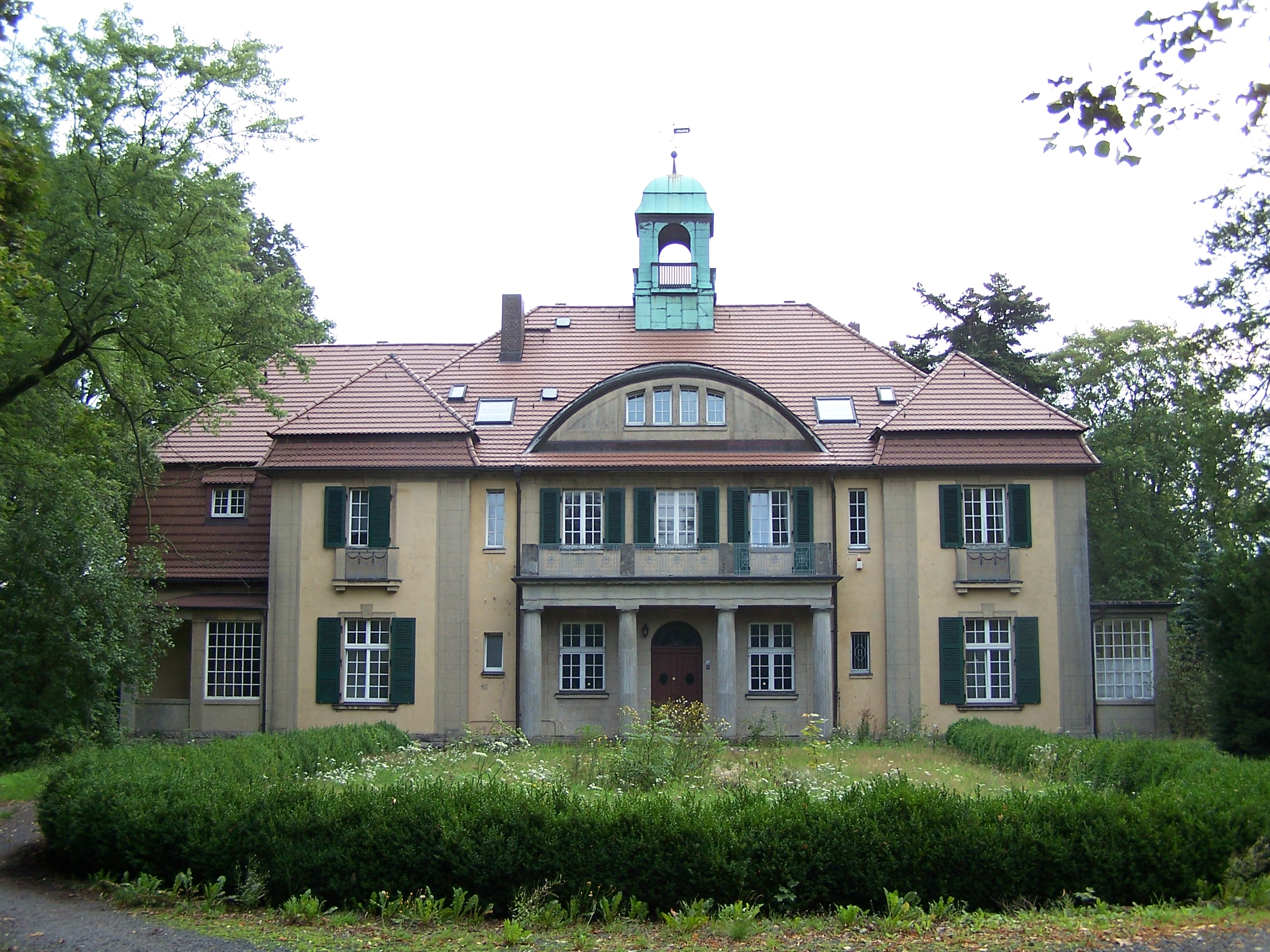
Villa am Clausberg

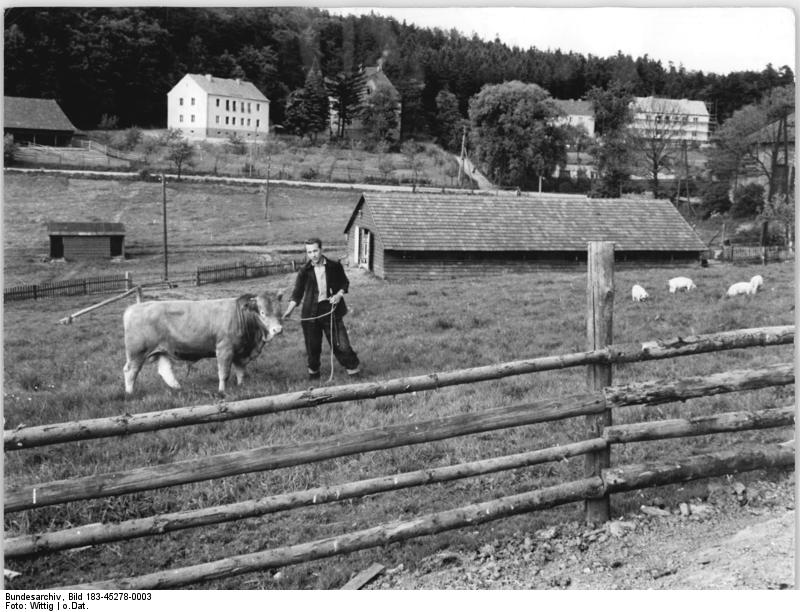
Bullenstall des VEG (1950er Jahre)

Clausberg wurde wahrscheinlich im frühen Mittelalter als Gutshof und Raststätte für Reisende angelegt. Es liegt auf ca. 400 m ü.NN am Rennsteig. Einst führte die Via Regia durch den Ort, der bis 1920 in einer Exklave des Herzogtums Sachsen-Meiningen lag und zum Amt Salzungen gehörte.
Er war schon immer Teil der Ortschaft Oberellen und stand daher zunächst im Besitz der Landadligen, denen auch Oberellen gehörte. Um 1800 bestand der Gutshof aus zwei Häusern mit sechs Einwohnern und gehörte dem Eisenacher Geheimen Rat und Vizekanzler Baron von Damnitz gemeinsam mit dem Domänenfiskus des Herzogtums Sachsen-Meiningen. Ab 1861 stand das Gut im alleinigen Eigentum der Familie von Donop. Im Jahre 1888 erwarb Dr. med. Roderich Zeiss, Mitbegründer des Glastechnischen Laboratoriums Schott & Genossen, den Clausberg.
Ende des 19. Jahrhunderts brannte das Herrenhaus zweimal vollständig nieder. Nach dem zweiten Brand in der Silvesternacht 1899/1900 ließ der damalige Eigentümer Karl Heiligenstadt, ein Bankier aus Berlin, eine Waldvilla außerhalb des Gutshofes errichten. Nachdem Hermann Ernst Moritz Arndt Meyer, ein Nachfahre des Verlegers Joseph Meyer, das Gut 1910 erworben hatte, ließ er die „Villa Heiligenstadt“ abreißen und zwischen 1911 und 1913 eine neoklassizistische Villa errichtet, die im Volksmund „Meyer-Villa“ genannt wurde. 1925 kaufte der Bochumer Geheime Kommerzienrat Karl Ernst Korte den Clausberg und vererbte ihn 1935 an seine Ehefrau Marie Korte. Das Gut wurde seit den 1920er Jahren von Dr. Hans Korte, einem späteren Teilhaber des Gustav Kiepenheuer Verlags, bewirtschaftet. Dieser stellte 1927 den Verwalter Rudolf Eulitz ein, der gemeinsam mit dem Schweinemeister Friedrich Eilers eine Zucht des Deutschen veredelten Landschweins aufbaute. Die Witwe Korte verkaufte den Besitz 1937 an den Eisenacher Arzt Götz Klages und seine Ehefrau.
Nach dem Zweiten Weltkrieg wurde 1946 der Anteil von Götz Klages im Zuge der Bodenreform enteignet und fiel dem Land Thüringen zu. Die Ehefrau konnte jedoch nicht enteignet werden, da sie Staatsbürgerin der USA war, und musste daher 1951 ausgezahlt werden. 1949 wurde der Clausberg zu einem Volkseigenen Gut, das ab 1951 als Forschungsstelle Clausberg zur Deutschen Akademie der Landwirtschaftswissenschaften (ab 1972 Akademie der Landwirtschaftswissenschaften der DDR) in Berlin gehörte. Auf dem Gelände des Gutes wurden in den 1950er und 1960er Jahren mehrere Wohnhäuser für die Mitarbeiter der Forschungseinrichtung errichtet, die denkmalgeschützte Villa diente als Sitz der Einrichtung. Nach der Wende befand sich dort bis Ende 2008 eine Außenstelle der Thüringer Landesanstalt für Landwirtschaft. Seitdem stand die „Meyer-Villa“ zum Verkauf und ist 2012 verkauft worden.

## Einwohnerentwicklung
Um 1810 lebten sechs Menschen auf dem Gut Clausberg, zum 1. Dezember 1910 hatte die Ortschaft 20 Einwohner. Im Jahr 2017 beträgt die Einwohnerzahl ca. 60.